# Daviz Simango
Daviz Mbepo Simango (7 de Fevereiro de 1964 - 22 de fevereiro de 2021) foi um político moçambicano, ex Presidente do Conselho Municipal da Beira. Daviz Simango é filho do ex-Vice-presidente da Frente de Libertação de Moçambique (FRELIMO), Uria Simango.
Licenciado em Engenharia civil pela Universidade Eduardo Mondlane, foi membro do Partido de Convenção Nacional (PCN) e da Resistência Nacional Moçambicana (RENAMO). Foi premiado pela revista Professional Management Review-Africa como o melhor presidente de todos os municípios em Moçambique no ano de 2006.
Daviz Simango era o candidato natural à sua própria sucessão nas eleições autárquicas agendadas para Novembro de 2008, mas a RENAMO optou por nomear um dos seus deputados na Assembleia da República como seu candidato. Nessa altura, um grupo de militantes daquele partido político iniciou uma campanha para a candidatura independente de Simango, o que veio a ser oficializado no dia 5 de Setembro. Nas eleições, realizadas em 19 de Novembro, Daviz Simango foi reeleito com 61,6% dos votos.
Em Marco de 2009 apresentou o seu partido político, o Movimento Democrático de Moçambique (MDM), na Cidade da Beira, onde foi eleito por votação como Presidente. Também acumulou a pasta de secretário geral enquanto o partido se organizava.
Em 2013 foi reeleito presidente do Conselho  Municipal  da Beira, e em 2018 voltou a concorrer pelo Movimento Democrático de Moçambique onde venceu as eleições contra a Renamo e Frelimo, conquistando quarto mandato consecutivo desde 2004.

## Morte
Daviz Simango, morreu na segunda-feira, 22 de fevereiro de 2021, quinze dias após seu aniversário, com 57 anos de idade. Ele foi evacuado na noite de sábado em 13 de fevereiro para um hospital na África do Sul devido a um problema de saúde "repentino". Não se conhecem detalhes sobre a doença do líder do terceiro maior partido em Moçambique.